# Sarada Uchiha
Sarada Uchiha (うちは サラダ Uchiha Sarada?) es un personaje ficticio del manga Boruto: Two Blue Vortex de Mikio Ikemoto y supervisado por Masashi Kishimoto. Aparece en el manga original Naruto, en el spin-off Naruto Gaiden: Naruto: The Seventh Hokage and the Scarlet Spring, en la película Boruto: Naruto the Movie, y como personaje principal en el spin-off de manga y anime Boruto: Two Blue Vortex, donde su desarrollo como personaje profundiza en su relación con su familia y su evolución como shinobi. Es una joven Chūnin y Kunoichi de la Aldea Oculta de la Hoja (Konohagakure) e hija de Sasuke Uchiha y Sakura Uchiha, cuyo sueño es convertirse en Hokage. Forma parte del nuevo Equipo 7 junto a Boruto Uzumaki y Mitsuki, bajo el liderazgo de Konohamaru Sarutobi.
Kishimoto se sintió presionado al crear a Sarada ya que sentía que le faltaba experiencia para dibujar personajes femeninos, no obstante, la recepción del personaje fue buena, con críticas positivas. Asimismo, elogiaron la interacción que tuvo con Boruto y Sasuke, así como su determinación para ser Hokage. Cabe mencionar que la principal intención de la serie extendida (spin-off) era transmitir la relación de Sarada con sus padres.

## Concepto y creación
En un inicio, Masashi Kishimoto no se imaginaba a Sarada Uchiha como un personaje femenino. Masashi y su hermano, Seishi Kishimoto estaban preocupados mientras se creaba el personaje de Sarada para el manga de la versión extendida (spin-off): Naruto gaiden ya que no sabían cómo iba a responder la audiencia masculina ante un personaje principal femenino. Para seleccionar las características de la personalidad de Sarada, Kishimoto leyó varios libros sobre los rasgos de las mujeres, pero al final esas características se las atribuyeron a otro personaje, Chocho Akimichi. Kishimoto hizo esto debido a que la historia de Sarada es oscura y quería balancearla con la personalidad cómica de Chocho, quien a su vez, ayuda a mantener entretenidos a los lectores. Otro aspecto importante para Kishimoto en esta versión extendida era desarrollar el lazo entre Sarada y Sakura, su madre. Esto se pudo observar en la escena donde Sakura cree que Sarada está en peligro. Asimismo, Kishimoto quiso finalizar el spin-off centrándose en la familia de Sarada.
Kishimoto no quiso que Sarada fuera una chica dulce, prefirió que fuera un tanto oscura, pero con un corazón fuerte. Se imaginó a Sarada como una versión femenina de su padre, Sasuke Uchiha. Sin embargo, también incluyó en Sarada ciertas características de Sakura, por ejemplo, su forma de vestir. Otro objetivo de Kishimoto fue hacer que Sarada luciera linda incluso con lentes. Originalmente, Sarada iba a tener cabello largo y de lado, no obstante, Kishimoto pensó que esa apariencia no era adecuada para un ninja, así que modificó su cabello. También, el creador de Naruto creyó que los lentes harían que Sarada fuera más atractiva. Por otro lado, la vestimenta del personaje está basada en el que Sakura usó en la primera parte de Naruto, solo que Kishimoto decidió cubrir los brazos. Los últimos detalles de la creación de Sarada fueron los ojos. Los creadores quisieron que fueran como los de Sasuke, pero lo disimularon con los lentes.
Kokoro Kikuchi, quien es la seiyū de Sarada es la encargada de su voz tanto en la película como en el anime de Boruto: Naruto Next Generations. Cuando anunciaron que la historia de la familia de Sarada iba a incluirse en el anime de Boruto, Kikuchi dijo que a pesar de estar nerviosa por hacerlo, esperaba que los fanáticos "sintieran la fuerza y la energía de la familia Uchiha" y que también deseaba ver la relación entre Sarada y Chocho ya que sus personalidades son totalmente diferentes.Annie Rojas interpretó en el videojuego Naruto Shippuden: Ultimate Ninja Storm 4 la voz en español de hispanoamérica de Sarada y Azul Valadez la interpreta en el anime.

## Apariciones
Sarada aparece por primera vez en el último capítulo de Naruto  como hija de Sasuke Uchiha y Sakura Haruno. Posteriormente, Sarada se convierte en el personaje principal de la versión extendida Naruto gaiden ya que va en búsqueda de su padre, Sasuke, para comprobar si Sakura es su madre biológica. Sarada cree que su "verdadera" madre es Karin, una mujer que fue aliada de Sasuke, ya que ella y Karin usan las mismas gafas. Debido a la emoción de ver a su padre después de muchos años, Sarada activa el Sharingan, una técnica ocular que solamente posee el clan Uchiha. Sin embargo, ella no queda con una buena impresión de su padre porque siente a Sasuke no le importa su familia. En el transcurso de Naruto gaiden un enemigo atrapa a Sakura y, en un inicio, Sarada no la quiere ayudar, pues sigue creyendo que no es su verdadera madre. Por tal motivo, Naruto Uzumaki, el Séptimo Hokage de Konohagakure, la ayuda a entender que la familia no es cuestión de sangre y es así como Sarada se da cuenta de que en realidad sí quiere proteger a Sakura a cualquier costo. Eventualmente, se muestra que Sarada heredó de Sakura el control natural de chakra, ambas pueden acumularlo en sus puños para tener fuerza sobrehumana y así, causar un efecto devastador en algún objetivo. Del mismo modo, dice muy seguido "¡Cha!"  (し ゃ Sh Sh Sh! Shānnarō!), un tic verbal de Sakura. Con el paso del tiempo, Sarada se da cuenta de que Sakura es su verdadera madre biológica y Sasuke le explica que su existencia es el resultado de la conexión entre él y Sakura. Antes de irse de nuevo, Sasuke le muestra a Sarada cuánto la ama dándole el mismo gesto que una vez le hizo a Sakura, el cual había heredado de su hermano Itachi Uchiha, un pequeño golpe en la frente, y promete volver a casa pronto. Después de que Naruto la ayudó, se propone ser algún día la futura hokage. .
También, Sarada aparece como personaje de apoyo en la película Boruto: Naruto the Movie (2015), en la cual ella es un ninja de bajo rango (Genin) y forma equipo con Boruto Uzumaki, Mitsuki, y su sensei, Konohamaru Sarutobi. La trama gira en torno a los exámenes Chunin, una evaluación para subir de rango como ninja. Sarada, Mitsuki y Boruto deciden participar en los exámenes y después de pasar la primera ronda, Sarada ayuda al equipo a pasar la segunda ronda gracias a su sharingan ya que rompe un genjutsu para obtener la bandera. En la tercera ronda, Sarada vence a su adversario, Tarui debido a que utiliza su sharingan y lo combina con su buen control de chakra. Sin embargo, ninguno de los miembros del equipo logra pasar el examen final puesto que dos villanos conocidos como Momoshiki Otsutsuki y Kinshiki Otsutsuki interrumpen la evaluación. Sarada ayuda a evacuar el área sin darse cuenta de que los muros se estaban cayendo, pero Sasuke sí se percata y la salva de ser aplastada. En el ataque, esos dos villanos capturan a Naruto, por lo cual, Boruto le pide a Sarada y Mitsuki que protejan a la aldea mientras que él acompaña a Sasuke para rescatar al Hokage. Después de que logran rescatar a Naruto,  Sarada le pregunta a Boruto si quiere convertirse en el próximo Hokage y Boruto le responde que prefiere seguir el camino de Sasuke para convertirse en justiciero y que pueda protegerla cuando ella se convierta en la futura Hokage, haciendo que ella se sonroje. Sarada también aparece en la novelización de la película de Boruto. Durante la creación de la película, Boruto: Naruto the Movie, algunas escenas que involucran interacciones entre Sarada y Boruto fueron eliminadas debido a limitaciones de tiempo. Sin embargo, la escena más importante que Kishimoto hizo de estos dos personajes se mantuvo: Boruto motivando a Sarada para convertirse en la futura Hokage.
Sarada también aparece en el manga de Ukyo Kodachi, Boruto: Naruto Next Generations, una secuela de Naruto. El manga de Boruto comienza con una nueva versión de la película, pero los siguientes capítulos contienen nuevas historias. Al equipo de Konohamaru le otorgan una misión ninja, pero los tres miembros del equipo la rechazan cuando Sarada descubre que Boruto está protegiendo a alguien de un asesino. La adaptación de anime muestra a Sarada y sus amigos antes de convertirse en ninjas. A pesar de que Boruto y Sarada se conocen desde la infancia, no se llevan bien, pero terminan acercándose una vez que Boruto salva a Chocho durante una competencia entre estudiantes de la academia ninja. El anime también vuelve a contar la historia de la versión extendida del manga, Naruto gaiden, en donde Sarada va en búsqueda de su padre, Sasuke. Del mismo modo, las Novelas ligeras (un estilo de novela japonesa) de Boruto: Naruto Next Generations incluyen el personaje de Sarada. Posteriormente, el grupo de Sarada va de visita a la aldea de la niebla por parte de la academia; sin embargo, ella y Boruto terminan tratando de detener una rebelión, en ese intento Sarada pelea con un miembro espadachín de la rebelión y lo vence. Capítulos después, Sarada y su grupo pasan el examen para convertirse oficialmente en ninjas. De modo que a ella, a Boruto y a Mitsuki los colocan en el mismo equipo, el equipo 7, bajo el comando de Konohamaru. Cabe mencionar que Sarada también aparece en el video de animación original en donde mandan a su equipo junto con Konohamaru a detener un presunto ladrón.
Fuera del manga y del anime, Sarada aparece en un omake (escenas extras) del manga Sasuke Uchiha's Sharingan Legend, en el cual ella espía a Boruto entrenando con Sasuke. Igualmente, se presenta en el final del videojuego Naruto Shippuden: Ultimate Ninja Storm 4 convirtiéndose en un personaje que se puede utilizar en la versión actualizada de Road to Boruto. En este videojuego, ella sale en escenas que se utilizaron de la película de Boruto y también se ve cómo entrena con su padre.

## Recepción
La respuesta crítica al personaje de Sarada ha sido positiva. Cuando Amy McNulty de Anime News Network revisó el manga de Boruto, le pareció interesante el personaje de Sarada por su sueño de convertirse en Hokage; le gustó más que el personaje de su madre, Sakura. Christian Chiok de Japanator estuvo de acuerdo con ese punto de vista, argumentando que el sueño de Sarada mejoró su caracterización. También, McNulty dijo que tanto Sarada como Mitsuki ayudan a mantener una buena dinámica con Boruto. Sam Stewart de IGN escribió que estaba decepcionado de que Sarada no tuviera tanto tiempo en pantalla en el debut del anime ya que el conflicto que tuvo con Boruto fue tapado por otros estudiantes de la academia. Asimismo, Stewart esperaba que la relación de Sarada y Boruto fuera mejorando ya que ambos son hijos de los protagonistas de la serie anterior. No obstante, pudo estar más conforme y feliz hasta que un capítulo de Boruto se centró en la relación de Sarada y Boruto. Stewart dijo que Sarada "se ha convertido en una mezcla de Sasuke y Naruto" por su personalidad y sus sueños, por tal motivo la encuentra más atractiva que los demás chicos de la academia. Considera que un arco de transformación importante para Sarada es la interacción que mantiene con su padre, cree que es más realista a comparación con la historia de Boruto o de Sumire Kakei. Por otro lado, a Toon Zone le agradó la dinámica que Sarada y Boruto mantienen ya que ambos personajes son diferentes a sus padres. Chris Homer de Fandom Post comentó que con base en la personalidad de Sarada, puede decir que su personaje es "reservado". La interpretación de la voz en inglés de Cherami Leigh también representó una razón de críticas positivas debido a lo adecuada que era para el personaje de Sarada.
Varios críticos han comentado sobre la relación que Sarada tiene con Sasuke. McNulty descubrió que la caracterización de Sarada era un contraste interesante con respecto a la de Boruto debido a que ambos tienen problemas con la figura paterna. A McNulty no le gustaba el romance entre Sasuke y Sakura en la serie original porque pensó que inicialmente era un enamoramiento unilateral por parte de Sakura. Sin embargo, se dio cuenta de que esta historia ofrece una idea más completa del vínculo entre los dos y la relación con su hija, algo que ayudó a desarrollar a Sarada. Chris Zimmerman de DVD Talk  notó que los problemas familiares de Sarada y Sasuke están relacionados con el tema principal de la película: la mala relación entre los padres y sus hijos. Del mismo modo, Chris Zimmerman identificó en la película de Boruto que la relación entre Sarada y Sasuke es similar a la de Naruto y Boruto. McNulty mencionó que, aunque Sarada no detesta a su padre tanto como Boruto detesta al suyo, se puede ver que ella siente más admiración por Naruto debido a su sueño de ser la próxima Hokage. Para Christian Chiok, una de las mejores partes de la versión extendida Naruto gaiden, fue el arco de transformación de Sarada ya que por fin logra formar un lazó con Sasuke. Chris Homer, también fue uno de los críticos que observó el contraste entre Sarada y Boruto; señaló que Sarada quiere ser como Naruto y Boruto quiere ser como Sasuke. Por otro lado, Alexandria Hill de Otaku USA consideró decepcionante la versión extendida (spin-off) Naruto gaiden debido a que faltó más interacción entre Sarada y su padre. Antes de que terminara la historia de la versión extendida (spin-off), McNulty notó que aunque Sarada todavía sentía curiosidad sobre su ascendencia, ver a sus padres interactuar y mostrar su amor por ella redujo su necesidad de respuestas. También dijo que el viaje de Sarada encajaba con los temas de identidad y familia que a menudo se ven en la serie. Ken Iikura de Anime Now elogió el papel de Sarada en el anime de Boruto. Él identificó que a pesar de que Sasuke tiene un corazón frío, se preocupa por Sarada y que en ese proceso, ambos personajes se desarrollan bastante. Otra escritora de Anime Now, Sarah Nelkin, estuvo de acuerdo con McNulty diciendo que Sarada expande el vínculo entre Sasuke y Sakura, a pesar de que Sasuke se ausenta frecuentemente debido a su misión.
Han salido a la venta distintos tipos de productos basados en Sarada. Cuando se estrenó la película de Boruto, se observaron dos diferentes tipos de fanáticos, aquellos que usaban la imagen de Sarada y otros que usaban la imagen de Sasuke.